# Francisco Javier Reyes
Francisco Javier Reyes Acosta (La Ceiba, 7 de fevereiro de 1990) é um futebolista profissional hondurenho que atua como goleiro, atualmente defende o Victoria.

## Carreira
Francisco Javier Reyes fez parte do elenco da Seleção Hondurenha de Futebol nas Olimpíadas de 2012.